# Список послов США в Хорватии
США установили дипломатические отношения с Хорватией 7 апреля 1992 года после обретения Хорватией независимости от Югославии и признания её Соединёнными Штатами в качестве независимого государства. Официальное присутствие США в Хорватии началось с открытия консульства США в Загребе 9 мая 1946 года.

## Список послов
| Посол                  | Илл. | Начало миссии         | Окончание миссии      | Президент          |
| ---------------------- | ---- | --------------------- | --------------------- | ------------------ |
| Питер Гэлбрейт         |      | 28 июня 1993 года     | 3 января 1998 года    | Билл Клинтон       |
| Уильям Дэйл Монтгомери |      | 8 января 1998 года    | 17 сентября 2000 года | Билл Клинтон       |
| Лоуренс Джордж Россин  |      | 19 января 2001 года   | 27 июня 2003 года     | Билл Клинтон       |
| Ральф Франк            |      | 2 июля 2003 года      | 7 января 2006 года    | Джордж Буш-младший |
| Роберт Брадтке         |      | 7 июля 2006 года      | 13 июля 2009 года     | Джордж Буш-младший |
| Джеймс Брендан Фоли    |      | 15 сентября 2009 года | 19 августа 2012 года  | Барак Обама        |
| Кеннет Мертен          |      | 30 октября 2012 года  | 18 июля 2015 года     | Барак Обама        |
| Джулиета Валлс Нойес   |      | 5 октября 2015 года   | 21 ноября 2017 года   | Барак Обама        |
| Уильям Роберт Кохорст  |      | 10 января 2018 года   | 20 января 2021 года   | Дональд Трамп      |
| Натали Райес           |      | 25 января 2024 года   | 20 января 2025 года   | Джо Байден         |